# Open de Tanger 2000
L'Open de Tanger 2000 è stato un torneo di tennis facente parte della categoria ATP Challenger Series nell'ambito dell'ATP Challenger Series 2000. Il torneo si è giocato a Tangeri in Marocco dal 2 al 7 ottobre 2000 su campi in terra rossa.

## Vincitori

### Singolare
Werner Eschauer ha battuto in finale  Nicolas Thomann con il punteggio di 6–4, 6–3

### Doppio
Ion Moldovan /  Jurij Ščukin hanno battuto in finale  Cristian Kordasz /  Cristiano Testa con il punteggio di 6–4, 2–6, 6–2